# Алф
„Алф“ (на английски: ALF) е американска ситуационна комедия, създадена от NBC между 1986 г. и 1990 г. Вдъхновена е от филма „Извънземното“ и го пародира.
Мичу Месарош е актьорът в костюма на Алф. Пол Фуско управлява куклата Алф, озвучава гласа на Алф, и е един от продуцентите.

## Сюжет
Главният герой, Гордън Шамуей, е дребен извънземен, който получава прякора Алф (от англ. „A.L.F.“, т.е. „Alien Life Form“ – „извънземна форма на живот“; в първия епизод на сериала с българско озвучаване „АЛФ“ е преведено като „алтернативна форма на живот“). Той е роден на 28 октомври 1756 г. в долната източна част на планетата Мелмак. Тази планета се намирала на шест парсека (около 20 светлинни години) от звездния свръхкуп Хидра-Кентавър и имала зелено небе, синя трева и лилаво слънце.
Тялото на Алф е покрито с оранжева козина, носът му е набръчкан, има седем стомаха и обича да яде котки. Ходил е на училище 122 години и е бил капитан на бейзболния отбор (бейзболът на Мелмак се играе на лед с ракообразни вместо с топка).
Алф се разбива с космическия си кораб в гаража на семейство Танер – обикновено американско четиричленно семейство от средната класа. Главата на семейството Уили Танер е чиновник, съпругата му Кейт е домакиня. Имат две деца – дъщеря Лин и син Брайън. Домашен любимец на семейството е котаракът Лъки.
Семейство Танер приемат Алф в своя дом и го крият от НАСА, военните и своите любопитни съседи – семейство Ачмонек, докато той поправи своя космически кораб. Става ясно, че Мелмак е избухнал и Алф е останал без дом. Той остава за постоянно в семейството, въпреки че понякога създава главоболия със своите детински, лекомислени постъпки.

## Актьорски състав
- Пол Фуско – Алф (глас и кукловод)
- Мичу Месарош – Алф (изпълнител в костюма при кадрите в цял ръст)
- Макс Райт – Уили Танер
- Ан Шедийн – Кейт Танер
- Андреа Елсън – Лин Танер
- Бенджи Грегъри – Брайън Танер
- Джон ла Мота – Тревор Ачмонек
- Лиз Шеридан – Ракел Ачмонек
- Джош Блейк – Джейк Ачмонек

## Филм
През 1996 г. по американската телевизия ABC е излъчен 90-минутен филм „Проект: Алф“ (Project: ALF), който е краят на историята. Действието в него се развива 6 години след събитията в сериала и фокусира вниманието върху един учен и един военен, които измъкват Алф от правителството и го завеждат при милионер, строящ космически кораб, с помощта на който косматият извънземен ще може да напусне Земята.
В последния епизод от сериала Алф успява да се свърже със свои оцелели съпланетяни и да си уговори час и място на срещата, на която той трябва да се върне при тях. Разговорът обаче е засечен от военните и поради това Алф се оказва заобиколен от агенти на самото поле, където трябва да се състои срещата. В този момент епизодът свършва и излиза надпис „Следва продължение...“, като филмът „Проект: Алф“ е именно това продължение – заключението на сериала.

## Любопитно
- Всеки един от епизодите в Алф е наречен на някаква песен и заглавието ѝ е свързано със сценария на съответния епизод.
- На български език са издадени шест книги от Райнер Бютнер с истории по мотиви от сериала Алф.
- Като дете Алф преживява тежка травма на главата, след като пада от дърво. Има домашен любимец – трикрака веспа (порода мелмакско куче) на име Смръдльо. Оранжевият пришълец твърди, че кучетата на родната му планета са с по-добър дизайн от земните, защото не им се налага да вдигат крак при уриниране. Алф посещава колеж 63 години, следвайки (и почти завършвайки) психология и пешеходство.
- Гордън Шамуей (известен на Земята като Алф) е наречен на баба си Гордън – една от малкото жени на Мелмак, които могат да цепят дърва с уста. Бащата на Алф – Боб, когото всички наричат Бо за по-кратко, се слави с чувството си за хумор и с блестящата си имитация на сирене „Фета“. Гумър – чичото на Алф – е известен мелмакски актьор със запомнящи се роли в класиките „Котка върху горещ ламаринен поднос“, „Отнесени от рибата“ и „Близки свещи от най-лош вид“.
- На Мелмак младият Шамуей сменя множество професии: работи за кратко като фотомодел, проваля се като stand-up комедиант (от този период е и знаменитата шега „Можеш да издухаш конкуренцията, можеш да си издухаш и носа, но не можеш да намериш рима на „ъглошлайф“!“). Опитва силите си като дилър на популярните автомобили „Флегма“, след което се преквалифицира в професионален играч на буилабейзбол. Тази игра много прилича на земния бейзбол, с незначителната разлика, че вместо бухалки се използват парчета риба. Почти век Алф изкарва прехраната си на игрището като препъвач. Накрая отива на служба в Орбиталната гвардия като отговорник по поддръжка на санитарните възли. Там го обучават да управлява патрулен кораб, да стреля с бластер и да се оригва на три езика.
- Алф се влюбва в Ронда, сервитьорка в орбиталното кафене, както и тя в него, но и двамата са твърде срамежливи, за да си признаят. На рождения си ден през 1984 г. Алф тъкмо духа свещичките на тортата в кафенето, когато е повикан по радиостанцията да заеме бойна позиция. В мига, когато пали двигателя на кораба си, Мелмак избухва и взривната вълна го помита в открития космос. Две години Алф се лута сред звездите, докато накрая корабът му е засмукан от гравитацията на голяма синя планета. Така Алф се озовава сред останките от гаража на семейство Танер в предградията на Лос Анджелис, Калифорния, САЩ, планетата Земя.
- Алф се разбива в къщата на Танерови през септември.
- Алф бързо успява да се почувства съвсем уютно в новата обстановка и се залавя да цивилизова явно изостаналите земляни. Обучава Брайън в някои основни мелмакски обичаи, но родителите му остават крайно недоволни, когато го заварват да маже котарака Лъки с фъстъчено масло. Това подтиква Кейт да наложи някои железни правила за престой на мелмаковци на американска територия: 1. Лъки НЕ Е за ядене! 2. Ако някой позвъни на вратата, всеки, отговарящ на описанието „нисък, космат, извънземен“, е длъжен тутакси да се скрие в кухнята. 3. Всяка пакост се наказва с изгнание в гаража. 4. Никакви косми в хладилника!
- След четири блажени години под покрива на семейство Танер съдбата на Алф се преобръща: в опит да се свърже с Австралия по радиото извънземният улучва честотата на космическия кораб на Скип и Ронда, които също са оцелели след катастрофата на Мелмак, купили са си собствена планета и го канят да дойде с тях. С натежали сърца Танерови го откарват на изоставено поле, откъдето Скип и Ронда трябва да го вземат. Но по петите на косматия симпатяга е и специален отряд от НАСА, който в последните минути на последния епизод на „АЛФ“ – „Consider Me Gone“, го обкръжава безмилостно, докато корабът на приятелите му бавно се отдалечава обратно към звездите.
- Последният епизод от четвърти сезон е бил замислен да бъде и пилотен епизод на пети сезон, но сезонът не е бил заснет.[1]
- Ан Шедийн е била наистина бременна, когато в сериала тя носи в утробата си бебето Ерик.
- Алф е роден на 28 октомври 1756.

## В България
В България сериалът придобива висока популярност. Първоначално е излъчен на 10 март 1989 г. по Първа програма на Българската телевизия и се излъчва всяка събота от 21:00 ч. Ролите се озвучават от Анета Сотирова, Надя Савова в някои епизоди, Петя Миладинова, Нели Топалова, Гинка Шофелинова в някои епизоди, Николай Цанков в първите пет епизода, Пенко Русев от шести епизод до края на сериала, Никола Стефанов в някои епизоди, Иван Балсамаджиев в някои епизоди и Веселин Ранков.
Повторно излъчване прави bTV през 2000 г. и 2006 г. На 27 юни 2012 г. сериалът започва наново, всеки делничен ден от 14:30. Осемнадесети епизод от първи сезон, няколко епизода от втори, повечето от трети и целия четвърти сезон са преозвучени със Сотирова, Топалова, Миладинова, Русев и Ранков.
През 2007 г. започва и по GTV, където е повтарян в края на 2008 г. и в началото на 2009 г. През 2014 г. започва отново по bTV Comedy. На 11 февруари 2022 г. започва да се излъчва повторно от 20:00 ч. и завършва на 21 април. На 3 октомври започва ново повторение всеки делник от 19:00 ч. по два епизода. На 27 февруари 2024 г. започва следващо повторение всеки делник от 20:00 ч. с по два епизода и завършва на 6 май. 
На 26 декември 2008 г. по Нова телевизия е излъчен епизодът от две части „Специалната Коледа на Алф“ като част от коледната им програма. Дублиращият състав е сменен и ролите се озвучават от Даниела Йорданова, Силвия Русинова, Здравко Методиев, Илиян Пенев, Светозар Кокаланов и Пламен Манасиев.
На 14 септември 2009 г. започва повторно излъчване на сериала по Диема, всеки делник от 18:30 с повторение от 12:00 и завършва на 9 март 2010 г.

### Дублажи
| Превод              | Таня Савова                                                                                    |
| Редактор            | Лукреция Ганчовска                                                                             |
| Тонрежисьори        | Емил Глушков Габриела Жекова Леа Радоева Адриана Червенкова Жозафина Казанджиева Момчил Божков |
| Режисьор на дублажа | Елена Попова                                                                                   |

| Преводачи            | Венета Янкова Михаела Минева Милена Манчева Георги Доков Кристина Балчева Живка Рудинска |
| Тонрежисьори         | Радослав Колев Янко Арнаудов                                                             |
| Режисьори на дублажа | Чавдар Монов Елена Попова                                                                |